# Fall Breaks and Back to Winter
«Fall Breaks and Back to Winter (W. Woodpecker Symphony)» es un instrumental compuesto por Brian Wilson para la banda de rock estadounidense The Beach Boys. Lanzado en 1967 como la segunda canción del álbum del grupo Smiley Smile, la composición deriva de "Fire", una pieza grabada por Wilson varios meses antes, pero que no fue lanzada debido a su paranoia.

## Composición
Wilson dijo de esta versión: "Es una especie de canción sobre una fría escena de invierno. Tratamos de pintar una imagen del invierno y luego de la primavera, a fines del verano, y luego rompimos con el invierno. Usamos el tema 'Woody Woodpecker' porque es descriptivo para la primavera y verano".
El biógrafo David Leaf notó la percusión como "bizarre woodpecking", en el uso de una caja de presión que emula la icónica risa de Woody Woodpecker, el Pájaro Loco, y las voces sin palabras de los Beach Boys. El musicólogo Daniel Harrison describió la pista (junto con otras pistas de Smiley Smile) como "una especie de música rock protomiminal", y que "la falta de desarrollo formal o armónico hace que el oyente se centre en otras cualidades como la instrumentación, el timbre y la reverberación. Así, un esfuerzo de escucha concentrada va rápidamente a los detalles más sutiles".

## En la cultura popular
El escritor Richard Goldstein caracterizó "Fall Breaks y Back to Winter" como un precursor del sonido de la banda de pop experimental Animal Collective. En 1996, el instrumental se incluyó en el doble CD Ocean of Sound para dar cabida a su libro del mismo nombre.

## Versiones
- 1970: Gary Usher, Add Some Music To Your Day: A Symphonic Tribute To Brian Wilson.
- 1993: David Garland, I Guess I Just Wasn't Made For These Times (David Garland Performs Brian Wilson).
- 1998: Jim O'Rourke, Smiling Pets.